# Trois Espiègles Petites Souris
Pour plus de détails, voir Fiche technique et Distribution.
Trois Espiègles Petites Souris ou Trois Mousquetaires aveugles (Three Blind Mouseketeers) est un court métrage d'animation américain de la série des Silly Symphonies, réalisé par David Hand, produit par Walt Disney pour United Artists, et sorti le 26 septembre 1936. Ce film se base à la fois sur la comptine pour enfants Trois Souris aveugles de Thomas Ravenscroft, publiée pour la première en 1609, et sur le roman Les Trois Mousquetaires (1844) d'Alexandre Dumas.

## Synopsis
Dans une maison, la lutte entre le chat et les souris prend l'aspect des manigances du capitaine M. de Tréville à l'encontre des trois mousquetaires.
Un méchant chat borgne, le Capitaine Katt (Pat Hibulaire), pose des pièges pour attraper les trois souris aveugles de la maison. Ces trois mousquetaires, bien qu'aveugles, déjouent facilement les pièges du capitaine alors endormi. Ils font alors un festin de fromage. Mais le bruit du bouchon d'une bouteille de champagne le réveille. La course-poursuite s'engage. Après une scène où les souris s'escamotent sous des gobelets, elles utilisent leurs reflets démultipliés dans des bouteilles pour faire fuir le capitaine.

## Fiche technique
- Titre original : Three Blind Mouseketeers[1]
- Série : Silly Symphonies
- Réalisateur : David Hand assisté de Jack Cutting[2]
- Scénario[2]: Webb Smith (direction), Merrill De Maris, Otto Englander
- Voix : Billy Bletcher (Captain Katt)[1],[2], Pinto Colvig (souris longiligne)[1]
- Animateurs[2] : Bob Wickersham, Clyde Geronimi, Frenchy de Trémaudan, Hardie Gramatky
- Layout : Ferdinand Horvath
- Producteur : Walt Disney
- Distributeur : United Artists
- Date de sortie : 26 septembre 1936[1],[3]
- Autres Dates[2] :
  - Annoncée : 26 septembre 1936
  - Dépôt de copyright : 6 octobre 1936
  - Première mondiale : 24 au 29 septembre 1936 au Uptown de Toronto (Canada) en première partie de Give Me Your Heart d'Archie Mayo
  - Première à Los Angeles : 19 au 25 novembre 1936 au Grauman's Chinese Theatre et Loew's Stare en première partie de Reunion de Norman Taurog
  - Première à New York : du 28 janvier au 3 février 1937 au Radio City Music Hall en première partie de Révolte à Dublin de John Ford
- Format d'image : couleur (Technicolor[1])
- Son : Mono (RCA Sound System[1])
- Musique[2] : Albert Hay Malotte
  - Musique originale : We're Three Blind Mouseketeers
- Durée : 8 min 43 s[2]
- Langue : (en)
- Pays :  États-Unis

## Commentaires
Ce film marque la première utilisation chez Disney de la technologie Shadowgraph. C'est un appareil qui consiste à exposer sous une lumière des volumes transparents (gaz, liquide, verre) afin de récupérer l'ombre des diffractions et de les dessiner. L'utilisation de cette technique dans l'animation renforce le réalisme.